# 모노노케 히메

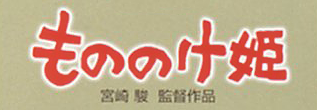
로고

《모노노케 히메》(일본어: もののけ姫, 영어: Princess Mononoke)는 일본의 애니메이션 영화로, 미야자키 하야오가 감독과 각본을 맡은 처음이자 마지막 시대극이다.
원래는 미야자키 하야오가 자신의 마지막 작품이라고 공언했으나, 작화감독을 맡던 곤도 요시후미가 갑작스럽게 사망하여 2001년 다시 복귀하였다.
1997년 7월 12일 일본에서 개봉했으며 타이타닉이 개봉되기 전까지 1300만 명으로 흥행 1위를 지키고 있었다. 1999년 10월 29일 미국에서 개봉하였다. 대한민국에서는 2003년 4월 25일에 개봉했으며, 《원령공주》로도 알려져 있다.

## 줄거리
대자연의 숲과 산을 짓밟아서 자신의 터전을 넓히려는 인간들과 인간의 욕심때문에 분노의 재앙신으로 변한 멧돼지를 비롯한 대자연과의 처절한 사투. 그 전쟁의 중심에서 자연의 편에 선 '원령공주'와 재앙신의 원인을 찾아 타타라 마을의 숲으로 들어온 '아시타카'의 이야기

## 등장 인물
(왼쪽은 대한민국판, 오른쪽은 일본판)
- 아시타카(김영선 / 마쓰다 요지) : 17세, 에미시 부족의 청년. 영화의 주인공.
- 산 (모노노케) (정미숙 / 이시다 유리코) : 15세, 어릴 적 인간에게 버림받아 견신 모로가 기른 소녀. 영화의 히로인.
- 에보시(강희선 / 다나카 유코) : 타타라바 제철마을의 수장.
- 시시가미(숲의 영): 사슴의 형태를 한 고대 신.
- 모로(장광 / 미와 아키히로) : 300세, 시시가미의 숲에 사는 들개의 형태를 한 고대 신. 지혜롭고, 인간의 말을 이해한다.
- 오코토누시(박지훈 / 모리시게 히사야) : 500세, 친제이산에 사는 멧돼지의 형태를 한 고대 신으로, 모든 멧돼지신들의 수장.
- 지코 보(노민 / 코바야시 카오루) : 시시가미를 노리는 정체불명의 승려.

## 박스 오피스
- 일본 18,650 백만 엔
- 미국 2,298,191 달러
- 스페인 598,040 유로

### 관람객
- 일본 13,530,000
- 프랑스 500,380
- 미국 467,344
- 스페인 156,816

## 같이 보기
- 바람계곡의 나우시카

## 참고 문헌
- 책 : 애니메이션 서사 분석의 실제 - 2. 극장용 애니메이션 - 1.